# Hit-Monkey (serie animata)
Hit-Monkey è una serie animata statunitense del 2021, creata da Will Speck e Josh Gordon per Hulu, è basata sui fumetti Marvel Comics.
La prima stagione della serie è prodotta da Marvel Television, con Gordon e Speck in qualità di showrunner. La serie è stata rinnovata, a febbraio 2023, per una seconda stagione, prodotta da 20th Television Animation, ma non sarà più marchiata Marvel Television.

## Trama
Il sicario Bryce Fowler, per sfuggire ai mandanti che gli hanno commissionato l'omicidio di un candidato politico di Tokyo, finisce in una tribù di macachi. Nonostante sia molto scaltro, Bryce viene ucciso dai mercenari e, insieme a lui, vengono sterminati tutti gli altri macachi del branco, eccetto uno, Hit-Monkey, che si allea con il fantasma di Bryce al fine di farsi vendetta combattendo la malavita di Tokyo: diventerà il famoso "assassino di assassini".

## Episodi
| Stagione         | Episodi | Pubblicazione USA | Pubblicazione Italia |
| ---------------- | ------- | ----------------- | -------------------- |
| Prima stagione   | 10      | 2021              | 2022                 |
| Seconda stagione | 10      | 2024              | 2024                 |

## Personaggi e interpreti
- Hit-Monkey, doppiato in originale da Fred Tatasciore.
- Bryce Fowler, doppiato in originale da Jason Sudeikis e in italiano da Massimo De Ambrosis.
- Akiko Yokohama, doppiata in originale da Olivia Munn e in italiano da Perla Liberatori.
- Haruka, doppiata in originale da Ally Maki e in italiano da Veronica Puccio.
- Ito, doppiato in originale da Nobi Nakanishi e in italiano da Fabrizio Temperini.
- Shinji Yokohama, doppiato in originale da George Takei e in italiano da Gianni Giuliano.

## Produzione

### Sviluppo
Nel febbraio 2019, è stato annunciato che Marvel Television stava sviluppando una serie televisiva animata per Hulu basata sul fumetto Hit-Monkey, insieme a M.O.D.O.K., e quelle basate su Tigra, Dazzler e Howard il papero, che avevano lo scopo di portare a un crossover intitolato The Offenders. La serie è stata creata da Will Speck e Josh Gordon, che hanno anche sceneggiato e prodotto la serie insieme a Jeph Loeb. 
Nel dicembre 2019, Marvel Television è stata inglobata da Marvel Studios, che si è occupata dello sviluppo della serie. Il mese successivo, la Marvel ha deciso di non andare avanti con Howard il papero, Tigra & Dazzler e The Offenders, ma di terminare solo M.O.D.O.K. e Hit-Monkey. Nel maggio 2021, il co-creatore di M.O.D.O.K. Jordan Blum ha rivelato che le due serie avrebbero avuto due stili d'animazione differenti.
Nel febbraio del 2023, la serie riceve il rinnovo per una seconda stagione ma non più marchiata Marvel; 20th Television Animation subentra a Marvel Television nella produzione della serie.

### Cast
Nel settembre 2021, è stato rivelato che Jason Sudeikis avrebbe doppiato Bryce, insieme a Fred Tatasciore come Hit-Monkey, con George Takei, Olivia Munn, Ally Maki e Nobi Nakanishi come gli altri protagonisti.

## Distribuzione
La prima stagione è stata distribuita negli Stati Uniti il 17 novembre 2021 su Hulu e in Italia il 26 gennaio 2022 su Disney+ come Star Original. La seconda stagione è stata distribuita negli Stati Uniti il 15 luglio 2024 su Hulu mentre in Italia è stata distribuita il 9 settembre in lingua originale con i sottotitoli in italiano.